# Horacio Peralta
Horacio Peralta, vollständiger Name Walter Horacio Peralta Saracho (* 3. Juni 1982 in Montevideo), ist ein ehemaliger uruguayischer Fußballspieler.

## Karriere

### Verein
Horacio Peralta begann seine Karriere bei Danubio im Jahr 1999. Über die Station Cerro, wohin er im Jahr 2001 ausgeliehen war, ging er im Folgejahr zu Nacional Montevideo. Im selben Jahr war er somit am Gewinn der uruguayischen Meisterschaft beteiligt. 2004 wechselte er nach Europa zu Cagliari Calcio, wo er allerdings nur ein Spiel bestritt. Für seine Zeit in Italien wird er parallel auch Inter Mailand zugeordnet geführt. 2005 ging er zum damaligen spanischen Erstligisten Albacete Balompié, bei dem er zwölfmal in der Primera División auf dem Platz stand. Grasshopper Club Zürich (2005/06), Flamengo Rio de Janeiro (2006), in der Clausura 2007 Bella Vista, Académica de Coimbra (2007/08), Quilmes AC (2008), Puebla FC (Apertura 2008) waren seine weiteren Stationen, bevor er erneut bei Cerro unterschrieb. Dort war er sowohl in der Clausura 2009 als auch in der anschließenden, zur Spielzeit 2009/10 zählenden Apertura 2009 aktiv. Wieder führte ihn sein Weg nach Mexiko zu Atlante, in deren Trikot er ebenfalls in der Apertura 2009 auf dem Platz stand. Central Español war sein Arbeitgeber in der Clausura 2010, in der er siebenmal eingesetzt wurde (ein Tor). Im Juli 2010 wechselte er abermals zu Nacional. Dort kam er in den beiden folgenden Spielzeiten, in denen die Bolsos jeweils Meister wurden, zu 21 Erstligaeinsätzen (zwei Tore). Anfang September 2012 gab der uruguayische Erstligist Cerro Largo FC die Verpflichtung Peraltas bekannt. In der Spielzeit 2012/13 bestritt er dort drei Erstligaspiele (kein Tor). Anfang Januar 2013 schloss er sich Patriotas Boyacá an. Dort absolvierte er, jeweils ohne eigenen Torerfolg, fünf Ligaspiele und zwei Partien der Copa Colombia. Nachdem sein Vertragsverhältnis bei den Kolumbianern 2013 endete, trainierte er Ende Januar 2014 bei seinem vormaligen Verein Club Atlético Cerro mit. Seit Ende Juli 2014 stand er dort wieder unter Vertrag und bestritt in der Apertura 2014 sieben Erstligaspiele (ein Tor) für die Montevideaner. Im Februar 2015 schloss er sich dem Zweitligisten Club Sportivo Cerrito an, für den er in der Clausura 2015 achtmal (kein Tor) in der Segunda División auflief. Für die Zeit danach sind weder eine Kaderzugehörigkeit noch Einsätze verzeichnet. Erst in der Saison 2016 wird er sodann im Kader des Zweitligisten Deportivo Maldonado geführt.

### Nationalmannschaft
Peralta nahm 1999 mit der uruguayischen U-17 an der U-17-Südamerikameisterschaft im eigenen Land teil. Dort wurde er von Journalisten ins All-Star-Team gewählt. Auch die Teilnahme an der U-17-Weltmeisterschaft in Neuseeland, bei der er alle vier Spiele mit uruguayischer Beteiligung bestritt und ein Tor schoss, sowie mit der U-20 an der Südamerikameisterschaft 2001 in Ecuador sind für ihn verzeichnet. Im U-23-Team Uruguays, der Olympiaauswahl, absolvierte er unter Trainer Juan Ramón Carrasco drei Länderspiele, als er in der mit 0:3 verlorenen Partie gegen Chiles Auswahl am 7. Januar 2004, beim 1:1-Unentschieden am 11. Januar 2004 gegen Brasilien und bei der 1:2-Niederlage gegen Paraguay am 15. Januar 2004 im vorolympischen südamerikanischen U-23 Qualifikationsturnier eingesetzt wurde. Ein Tor erzielte er nicht.
Er absolvierte von seinem Debüt am 8. September 1999 bis zum letzten Einsatz für die Celeste am 15. Oktober 2003 sieben Spiele (kein Tor) in der A-Nationalmannschaft Uruguays.

## Erfolge
- 3× Uruguayischer Meister (2002, 2010/11, 2011/12)
- Copa do Brasil: 2006